# سارة مكمان
سارة مكمان (بالإنجليزية: Sara McMann؛ مواليد 24 سبتمبر 1980) هي مُقاتلة فنون قتالية مختلطة أمريكية.

## وصلات خارجية
- سارة مكمان على موقع يو إف سي (الإنجليزية)
- سارة مكمان على موقع شيردوغ (الإنجليزية)
- سارة مكمان على موقع Tapology.com (الإنجليزية)
- سارة مكمان على موقع قاعدة بيانات المصارعة الدولية (الإنجليزية)
- سارة مكمان على موقع أوليمبيديا (الإنجليزية)
- سارة مكمان على موقع IMDb (الإنجليزية)